# Nick Catsburg
Nick Catsburg (Amersfoort, 15 februari 1988) is een Nederlandse autocoureur.

## Carrière
Catsburg begon zijn autosportcarrière in 2004 in de Dutch Winter Endurance Series, waarin hij als derde in het kampioenschap eindigde. In 2005 werd hij samen met Menno Kuus tweede in de Seat Cupra Cup. Ook werd hij dat jaar derde in de Unipart Endurance Cup.
In 2006 won Catsburg de Van Uitert Formule Ford Benelux met zeven overwinningen en 160 punten. Ook werd hij achter Michel Florie tweede in de Formula Ford 1800 Benelux en eindigde hij als vierde in het internationale Formule Ford Festival.
In 2007 stapte Catsburg over naar de Formule Renault 2.0 NEC, waarin hij voor MP Motorsport zesde werd in het kampioenschap met 170 punten. In 2008 bleef hij voor MP rijden, waarbij hij in het laatste raceweekend op Spa-Francorchamps met een derde plaats voor het eerst op het podium stond. Ondanks deze prestatie wist hij zijn zesde plaats in het kampioenschap niet te verbeteren en werd hij achtste met 163 punten.
In 2009 stapte Catsburg over naar de Eurocup Mégane Trophy, waar hij voor Tech 1 Racing met 35 punten als tiende in het kampioenschap eindigde met een derde plaats op de Hungaroring als beste resultaat. In 2010 stapte hij over naar TDS Racing. Met in totaal zeven overwinningen op het Automotodrom Brno, het Circuit Magny-Cours, de Hungaroring, de Hockenheimring, Silverstone en het Circuit de Catalunya werd hij kampioen met 161 punten.
In 2011 stapte Catsburg over naar de GT-racerij, waarbij hij zijn debuut maakte in de FIA GT1. Hij startte het seizoen voor Exim Bank Team China en stapte halverwege het seizoen over naar Sumo Power GT. Met een tweede plaats in de kwalificatierace op het Circuit Zolder als beste resultaat eindigde hij op de dertiende plaats in het kampioenschap. Tevens reed hij in de FIA GT3 voor Faster Racing by DB Motorsport. Samen met Harrie Kolen behaalde hij twee pole positions en eindigde hij als veertiende in het kampioenschap.
In 2012 eindigde Catsburg achter Ferdinand Kool en Phil Bastiaans als derde in het Dutch GT-kampioenschap. Tevens nam hij deel aan enkele races in de Blancpain Endurance Series voor Race Art en het Marc VDS Racing Team. In 2013 stapte hij fulltime over naar de Blancpain Endurance Series voor Marc VDS, waarin hij samen met Markus Palttala en Henri Moser als tiende in het kampioenschap eindigde. Ook nam hij deel aan enkele races in de European Le Mans Series voor het Algarve Pro Racing Team en eindigde hierin samen met Cornelius Jones als vijfde in de LMPC-klasse.
In 2014 bleef Catsburg in de Blancpain Endurance Series actief, maar stapte in de PRO-AM-klasse over naar het team TDS Racing. Samen met Henry Hassid won hij de races op het Circuit Paul Ricard en de Nürburgring. Mede hierdoor eindigden zij als vierde in het kampioenschap met 72 punten. Tevens won hij met Maxime Soulet in de International GT Open een race op de Nürburgring.
In 2015 rijdt Catsburg voor Reiter Engineering in zowel de Pirelli World Challenge als de Blancpain Sprint Series. Tevens maakt hij dat jaar zijn debuut in het World Touring Car Championship voor het officiële Lada-fabrieksteam Lada Sport Rosneft als vervanger voor Mikhail Kozlovskiy tijdens het raceweekend op de Moscow Raceway.
In 2023 wint hij de 24 uur van Le Mans met het Amerikaanse Corvette Racing in de GTE-klasse.